# Flavio Gioia
Flavio Gioja (n. secolul al XIII-lea, Amalfi, Campania, Italia – , Spania) a fost un inventator și un navigator italian. În mod tradițional, a fost creditat cu dezvoltarea busolei marinarului, dar acest lucru a fost dezbătut.